# EuroEyes Cyclassics de 2018
A EuroEyes Cyclassics de 2018 é a 23.ª edição desta corrida de ciclismo de estrada masculina. Teve lugar a 19 de agosto em Hamburgo, na Alemanha. Foi a 30.º carreira da UCI WorldTour de 2018. Foi ganhada ao sprint pelo corredor italiano Elia Viviani (Quick-Step Floors).

## Apresentação
A EuroEyes Cyclassics conhece em 2018 a sua 23.ª edição, a terça sob este nome. Desde 2016, está organizada por Ironman Germany GmbH, filial europeia da World Triatlon Corporation, que pertence ao grupo chinês Wanda Group.
Desde este mesmo ano, a carreira leva o nome de seu patrocinador principal, EuroEyes [de], empresa baseada em Hamburgo e especializada na cirurgia laser dos olhos. Esta se comprometeu para quatro anos e sucede ao patrocinador-título Vattenfall, que se retirou em 2015.

### Percorrido
A saída está dado no centro de Hamburgo e a chegada é julgada na Mönckebergstrasse, após 216,4 km. A carreira começa por uma volta de uma centena de quilómetros ao leste de Hamburgo. Outra volta, ao oeste da cidade, permite subir o Waseberg [de] (700 metros ao 9,7%) em três voltas, a última a quinze quilómetros da chegada.

### Equipas
A EuroEyes Cyclassics que faz parte do calendário do UCI World Tour, os dezoito « World Teams » participam. Três equipas continentais profissionais têm recebido um convite : a equipa polaca CCC Sprandi Polkowice, a equipa russa Gazprom-RusVelo e a equipa belga Verandas Willems-Crelan.
| Equipes WorldTeam (18)- AG2R La Mondiale - Astana - Bahrain-Merida - BMC Racing Team - Bora-Hansgrohe - Dimension Data - EF Education First-Drapac p/b Cannondale - Groupama-FDJ - Katusha-Alpecin - Lotto NL-Jumbo - Lotto Soudal - Mitchelton-Scott - Movistar Team - Quick-Step Floors - Sky - Team Sunweb - Trek-Segafredo - UAE Team Emirates Equipes profissionais Continentais (3)- CCC Sprandi Polkowice - Gazprom-RusVelo - Vérandas Willems-Crelan |
| |

## Desenvolvimento da carreira
Cinco corredores, Winner Anacona (Movistar), Iván García (Bahrain-Merida), Alessandro De Marchi (BMC), Kamil Gradek (CCC Sprandi Polkowice) e Evgeny Shalunov (Gazprom-RusVelo), escapam-se pouco depois da saída. Ficam em cabeça durante a maior parte da carreira, com um avanço de três minutos aproximadamente. Estão atingidos pelo pelotão a 18 km da chegada.
Na última ascensão do Waseberg, três corredores atacam, apanhados por sete demais. Este novo grupo de cabeça compreende sobretudo Sonny Colbrelli (Bahrain-Merida), Daryl Impey (Mitchelton-Scott), Dylan Teuns e Jurgen Roelandts (BMC). Ainda que reduzido a uns cinquenta corredores, o pelotão atinge este grupo a menos de cinco quilómetros da chegada. Ao enfoque do sprint, uma queda traz sobretudo Pascal Ackermann (Bora-hansgrohe) ao solo.
Arnaud Démare (Groupama-FDJ) é o primeiro a lançar o seu sprint. Elia Viviani (Quick-Step Floors) o sobresai e impõe-se sem dificuldade, para a segunda vez consecutiva. Alexander Kristoff (UAE Team Emirates) toma o terceiro lugar.
Ao palmarés da clássica de Hamburgo, Viviani apanha Tyler Farrar, único corredor a tê-lo conseguido duas vez até então (2009 e 2010). Obtém aqui a sua décima quinta vitória da temporada, a primeira numa clássica do World Tour de 2018 após os segundos lugares na Cadel Evans Great Ocean Race, Gante-Wevelgem e a RideLondon-Surrey Classic. É também o seu primeiro sucesso com o maillot tricolor de campeão da Itália, e a 55.ª vitória desta temporada da equipa Quick-Step Floors.

## Classificações

### Classificação da carreira
| \| Classificação geral \| Classificação geral \| Classificação geral \| Classificação geral \| Classificação geral \| \| Ciclista \| Ciclista \| Equipe \| Tempo \| \| \| ------------------- \| ------------------- \| ------------------------- \| ------------------- \| ------------------- \| \| 1. \| Elia Viviani \| Quick-Step Floors \| 4h46m01s \| \| \| 2. \| Arnaud Démare \| Groupama-FDJ \| + 0s \| \| \| 3. \| Alexander Kristoff \| UAE Team Emirates \| + 0s \| \| \| 4. \| John Degenkolb \| Trek-Segafredo \| + 0s \| \| \| 5. \| Matteo Trentin \| Mitchelton-Scott \| + 0s \| \| \| 6. \| Giacomo Nizzolo \| Trek-Segafredo \| + 0s \| \| \| 7. \| Sacha Modolo \| EF Education First-Drapac \| + 0s \| \| \| 8. \| Nikias Arndt \| Team Sunweb \| + 0s \| \| \| 9. \| Niccolò Bonifazio \| Bahrain-Merida \| + 0s \| \| \| 10. \| Peter Sagan \| Bora-Hansgrohe \| + 0s \| \| |                    |                           |          |
| |                    |                           |          |
| Fonte: ProCyclingStats |                    |                           |          |
| Classificação geral |                    |                           |          |
| Ciclista | Ciclista           | Equipe                    | Tempo    |
| 1. | Elia Viviani       | Quick-Step Floors         | 4h46m01s |
| 2. | Arnaud Démare      | Groupama-FDJ              | + 0s     |
| 3. | Alexander Kristoff | UAE Team Emirates         | + 0s     |
| 4. | John Degenkolb     | Trek-Segafredo            | + 0s     |
| 5. | Matteo Trentin     | Mitchelton-Scott          | + 0s     |
| 6. | Giacomo Nizzolo    | Trek-Segafredo            | + 0s     |
| 7. | Sacha Modolo       | EF Education First-Drapac | + 0s     |
| 8. | Nikias Arndt       | Team Sunweb               | + 0s     |
| 9. | Niccolò Bonifazio  | Bahrain-Merida            | + 0s     |
| 10. | Peter Sagan        | Bora-Hansgrohe            | + 0s     |

### Classificações UCI
A EuroEyes Cyclassics distribui aos sessenta primeiros corredores os pontos seguintes para a classificação individual da UCI World Tour (unicamente para os corredores membros de equipas WorldTour) e a Classificação mundial UCI (para todos os corredores) :
| Posição.            | 1.º | 2.º | 3.º | 4.º | 5.º | 6.º | 7.º | 8.º | 9.º | 10.º | 11.º | 12.º | 13.º | 14.º | 15.º | 16.º a 20.º | 21.º a 30.º | 31.º a 50.º | 51.º a 55.º | 56.º a 60.º |
| Classificação geral | 400 | 320 | 260 | 220 | 180 | 140 | 120 | 100 | 80  | 68   | 56   | 48   | 40   | 32   | 28   | 24          | 16          | 8           | 4           | 2           |

#### Classificações UCI World Tour à saída da carreira
| Faixa | Corredor           | Equipe            | Pontos  |
| ----- | ------------------ | ----------------- | ------- |
| 1.º   | Peter Sagan        | Bora-Hansgrohe    | 2752    |
| 2.º   | Geraint Thomas     | Team Sky          | 2534.25 |
| 3.º   | Julian Alaphilippe | Quick-Step Floors | 2161.12 |
| 4.º   | Elia Viviani       | Quick-Step Floors | 2047    |
| 5.º   | Christopher Froome | Team Sky          | 1978.68 |
| 6.º   | Tom Dumoulin       | Sunweb            | 1975.62 |
| 7.º   | Primož Roglič      | Lotto NL-Jumbo    | 1921    |
| 8.º   | Simon Yates        | Mitchelton-Scott  | 1842    |
| 9.º   | Alejandro Valverde | Movistar          | 1807    |
| 10.º  | Greg Van Avermaet  | BMC Racing        | 1717.14 |

| Faixa | Equipa            | Pontos   |
| ----- | ----------------- | -------- |
| 1.º   | Quick-Step Floors | 11261.97 |
| 2.º   | Team Sky          | 9334     |
| 3.º   | Bora-Hansgrohe    | 7581     |
| 4.º   | Mitchelton-Scott  | 7013.03  |
| 5.º   | BMC Racing        | 6964.97  |
| 6.º   | Movistar          | 6062     |
| 7.º   | Bahrain-Merida    | 5840     |
| 8.º   | Sunweb            | 5713.95  |
| 9.º   | Astana Pro Team   | 5656     |
| 10.º  | Lotto NL-Jumbo    | 5609     |

## Lista dos participantes
- Lista de saída completa

| Legenda | Legenda                                                                          | Legenda | Legenda                                              |
| ------- | -------------------------------------------------------------------------------- | ------- | ---------------------------------------------------- |
| Num     | Jersey de saída levada pelo corredor esta EuroEyes Cyclassics                    | Pos     | Posição à chegada da corrida                         |
|         | Indica uma camisola de campeão nacional ou mundial, conforme a sua especialidade | NP      | Indica um corredor que não tomou a saída da corrida  |
| AB      | Indica um corredor que não terminou a corrida                                    | HD      | Indica um corredor terminou a etapa fora de controle |

| Quick-Step Floors       | Quick-Step Floors       | Quick-Step Floors |
| ----------------------- | ----------------------- | ----------------- |
| Num                     | Corredor                | Pos               |
| 1                       | Elia Viviani (ITA)      | 1.º               |
| 2                       | Rémi Cavagna (FRA)      | 132.º             |
| 3                       | Kasper Asgreen (DEN)    | 99.º              |
| 4                       | Iljo Keisse (BEL)       | AB                |
| 5                       | Davide Martinelli (ITA) | 92.º              |
| 6                       | Michael Mørkøv (DEN)    | 25.º              |
| 7                       | Fabio Sabatini (ITA)    | 24.º              |
| Diretores desportivos : |                         |                   |

| AG2R La Mondiale ALM    | AG2R La Mondiale ALM    | AG2R La Mondiale ALM |
| ----------------------- | ----------------------- | -------------------- |
| Num                     | Corredor                | Pos                  |
| 11                      | Jan Bakelants (BEL)     | 37.º                 |
| 12                      | Mikaël Cherel (FRA)     | 33.º                 |
| 13                      | Clément Chevrier (FRA)  | 54.º                 |
| 14                      | Ben Gastauer (LUX)      | 56.º                 |
| 15                      | Quentin Jauregui (FRA)  | 42.º                 |
| 16                      | Nans Peters (FRA)       | 38.º                 |
| 17                      | Clément Venturini (FRA) | 134.º                |
| Diretores desportivos : |                         |                      |

| Astana Pro Team AST     | Astana Pro Team AST        | Astana Pro Team AST |
| ----------------------- | -------------------------- | ------------------- |
| Num                     | Corredor                   | Pos                 |
| 21                      | Alexey Lutsenko (KAZ)      | 101.º               |
| 22                      | Bakhtiyar Kozhatayev (KAZ) | 96.º                |
| 23                      | Yevgeniy Gidich (KAZ)      | 41.º                |
| 24                      | Zhandos Bizhigitov (KAZ)   | 80.º                |
| 25                      | Ruslan Tleubayev (KAZ)     | 13.º                |
| 26                      | Moreno Moser (ITA)         | 120.º               |
| 27                      | Andrey Zeits (KAZ)         | 58.º                |
| Diretores desportivos : |                            |                     |

| Bahrain-Merida TBM      | Bahrain-Merida TBM      | Bahrain-Merida TBM |
| ----------------------- | ----------------------- | ------------------ |
| Num                     | Corredor                | Pos                |
| 31                      | Valerio Agnoli (ITA)    | 115.º              |
| 32                      | Grega Bole (SLO)        | 81.º               |
| 33                      | Niccolò Bonifazio (ITA) | 9.º                |
| 34                      | Sonny Colbrelli (ITA)   | 67.º               |
| 35                      | Iván García (ESP)       | 66.º               |
| 36                      | Kristjan Koren (SLO)    | 48.º               |
| 37                      | Antonio Nibali (ITA)    | AB                 |
| Diretores desportivos : |                         |                    |

| BMC Racing BMC          | BMC Racing BMC             | BMC Racing BMC |
| ----------------------- | -------------------------- | -------------- |
| Num                     | Corredor                   | Pos            |
| 41                      | Tom Bohli (SUI)            | 50.º           |
| 42                      | Brent Bookwalter (USA)     | 60.º           |
| 43                      | Alessandro De Marchi (ITA) | 73.º           |
| 44                      | Simon Gerrans (AUS)        | 57.º           |
| 45                      | Jürgen Roelandts (BEL)     | 11.º           |
| 46                      | Joey Rosskopf (USA)        | 40.º           |
| 47                      | Dylan Teuns (BEL)          | 79.º           |
| Diretores desportivos : |                            |                |

| Bora-Hansgrohe BOH      | Bora-Hansgrohe BOH        | Bora-Hansgrohe BOH |
| ----------------------- | ------------------------- | ------------------ |
| Num                     | Corredor                  | Pos                |
| 51                      | Pascal Ackermann (GER)    | 102.º              |
| 52                      | Cessar Benedetti (ITA)    | 93.º               |
| 53                      | Marcus Burghardt (GER)    | 26.º               |
| 54                      | Paweł Poljańesqui (POL)   | 123.º              |
| 55                      | Peter Sagan (SVK)         | 10.º               |
| 56                      | Andreas Schillinger (GER) | 89.º               |
| 57                      | Michael Schwarzmann (GER) | 103.º              |
| Diretores desportivos : |                           |                    |

| Groupama-FDJ GFC        | Groupama-FDJ GFC       | Groupama-FDJ GFC |
| ----------------------- | ---------------------- | ---------------- |
| Num                     | Corredor               | Pos              |
| 61                      | Bruno Armirail (FRA)   | 125.º            |
| 62                      | Arnaud Démare (FRA)    | 2.º              |
| 63                      | Jacopo Guarnieri (ITA) | 20.º             |
| 64                      | Olivier Le Gac (FRA)   | 77.º             |
| 65                      | William Bonnet (FRA)   | 124.º            |
| 66                      | Antoine Duchesne (CAN) | 100.º            |
| 67                      | Ramon Sinkeldam (NED)  | 61.º             |
| Diretores desportivos : |                        |                  |

| Lotto-Soudal LTS        | Lotto-Soudal LTS      | Lotto-Soudal LTS |
| ----------------------- | --------------------- | ---------------- |
| Num                     | Corredor              | Pos              |
| 71                      | Lars Bak (DEN)        | 45.º             |
| 72                      | Tiesj Benoot (BEL)    | 19.º             |
| 73                      | André Greipel (GER)   | 23.º             |
| 74                      | Adam Hansen (AUS)     | 72.º             |
| 75                      | Moreno Hofland (NED)  | 129.º            |
| 76                      | Marcel Sieberg (GER)  | 55.º             |
| 77                      | Jasper De Buyst (BEL) | 14.º             |
| Diretores desportivos : |                       |                  |

| Mitchelton-Scott MTS    | Mitchelton-Scott MTS   | Mitchelton-Scott MTS |
| ----------------------- | ---------------------- | -------------------- |
| Num                     | Corredor               | Pos                  |
| 81                      | Michael Albasini (SUI) | 83.º                 |
| 82                      | Cameron Meyer (AUS)    | 87.º                 |
| 83                      | Matteo Trentin (ITA)   | 5.º                  |
| 84                      | Luka Mezgec (SLO)      | 28.º                 |
| 85                      | Daryl Impey (RSA)      | 36.º                 |
| 86                      | Jack Bauer (NZL)       | 98.º                 |
| 87                      | Michael Hepburn (AUS)  | 126.º                |
| Diretores desportivos : |                        |                      |

| Movistar MOV            | Movistar MOV                  | Movistar MOV |
| ----------------------- | ----------------------------- | ------------ |
| Num                     | Corredor                      | Pos          |
| 91                      | Winner Anacona (COL)          | 117.º        |
| 92                      | Carlos Barbero (ESP)          | 46.º         |
| 93                      | Antonio Pedrero (ESP)         | 88.º         |
| 94                      | Rafael Valls (ESP)            | AB           |
| 95                      | Marc Soler (ESP)              | 107.º        |
| 96                      | José Joaquín Rojas (ESP)      | 15.º         |
| 97                      | Rubén Fernández Andújar (ESP) | 118.º        |
| Diretores desportivos : |                               |              |

| Dimension Data DDD      | Dimension Data DDD       | Dimension Data DDD |
| ----------------------- | ------------------------ | ------------------ |
| Num                     | Corredor                 | Pos                |
| 101                     | Lachlan Morton (AUS)     | 76.º               |
| 102                     | Mark Renshaw (AUS)       | 111.º              |
| 103                     | Ben O'Connor (AUS)       | 85.º               |
| 104                     | Scott Davies (GBR)       | 64.º               |
| 105                     | Jay Robert Thomson (RSA) | 32.º               |
| 106                     | Jacobus Venter (RSA)     | 109.º              |
| 107                     | Natnael Berhane (ERI)    | 30.º               |
| Diretores desportivos : |                          |                    |

| EF education First-Drapac EFD | EF education First-Drapac EFD | EF education First-Drapac EFD |
| ----------------------------- | ----------------------------- | ----------------------------- |
| Num                           | Corredor                      | Pos                           |
| 111                           | Simon Clarke (AUS)            | 110.º                         |
| 112                           | William Clarke (AUS)          | 106.º                         |
| 113                           | Lawson Craddock (USA)         | 131.º                         |
| 114                           | Mitchell Docker (AUS)         | 112.º                         |
| 115                           | Kim Magnusson (SWE)           | 108.º                         |
| 116                           | Daniel McLay (GBR)            | 113.º                         |
| 117                           | Sacha Modolo (ITA)            | 7.º                           |
| Diretores desportivos :       |                               |                               |

| Katusha-Alpecin TKA     | Katusha-Alpecin TKA     | Katusha-Alpecin TKA |
| ----------------------- | ----------------------- | ------------------- |
| Num                     | Corredor                | Pos                 |
| 121                     | Maxim Belkov (RUS)      | AB                  |
| 122                     | Jenthe Biermans (BEL)   | AB                  |
| 123                     | Reto Hollenstein (SUI)  | 21.º                |
| 124                     | José Gonçalves (POR)    | 70.º                |
| 125                     | Nils Politt (GER)       | 27.º                |
| 126                     | Jhonatan Restrepo (COL) | 34.º                |
| 127                     | Simon Špilak (SLO)      | AB                  |
| Diretores desportivos : |                         |                     |

| Lotto NL-Jumbo TLJ      | Lotto NL-Jumbo TLJ      | Lotto NL-Jumbo TLJ |
| ----------------------- | ----------------------- | ------------------ |
| Num                     | Corredor                | Pos                |
| 131                     | Enrico Battaglin (ITA)  | 39.º               |
| 132                     | Tom Leezer (NED)        | 128.º              |
| 133                     | Bert-Jan Lindeman (NED) | AB                 |
| 134                     | Danny van Poppel (NED)  | 95.º               |
| 135                     | Robert Wagner (GER)     | 122.º              |
| 136                     | Floris De Tier (BEL)    | 51.º               |
| 137                     | Antwan Tolhoek (NED)    | 68.º               |
| Diretores desportivos : |                         |                    |

| Team Sky SKY            | Team Sky SKY             | Team Sky SKY |
| ----------------------- | ------------------------ | ------------ |
| Num                     | Corredor                 | Pos          |
| 141                     | Michał Gołtemś (POL)     | 17.º         |
| 142                     | Philip Deignan (IRL)     | 121.º        |
| 143                     | Beñat Intxausti (ESP)    | AB           |
| 144                     | Christian Knees (GER)    | 71.º         |
| 145                     | David López García (ESP) | 74.º         |
| 146                     | Luke Rowe (GBR)          | 75.º         |
| 147                     | Ian Stannard (GBR)       | 52.º         |
| Diretores desportivos : |                          |              |

| Sunweb SUN              | Sunweb SUN                | Sunweb SUN |
| ----------------------- | ------------------------- | ---------- |
| Num                     | Corredor                  | Pos        |
| 151                     | Nikias Arndt (GER)        | 8.º        |
| 152                     | Louis Vervaeke (BEL)      | 47.º       |
| 153                     | Jai Hindley (AUS)         | 86.º       |
| 154                     | Johannes Fröhlinger (GER) | 116.º      |
| 155                     | Lennard Hofstede (NED)    | 82.º       |
| 156                     | Tom Stamsnijder (NED)     | AB         |
| 157                     | Michael Storer (AUS)      | 90.º       |
| Diretores desportivos : |                           |            |

| Trek-Segafredo TFS      | Trek-Segafredo TFS    | Trek-Segafredo TFS |
| ----------------------- | --------------------- | ------------------ |
| Num                     | Corredor              | Pos                |
| 161                     | Eugenio Alafaci (ITA) | 130.º              |
| 162                     | Koen de Kort (NED)    | 62.º               |
| 163                     | John Degenkolb (GER)  | 4.º                |
| 164                     | Michael Gogl (AUT)    | AB                 |
| 165                     | Giacomo Nizzolo (ITA) | 6.º                |
| 166                     | Grégory Rast (SUI)    | 63.º               |
| 167                     | Kiel Reijnen (USA)    | 97.º               |
| Diretores desportivos : |                       |                    |

| UAE Emirates UAD        | UAE Emirates UAD         | UAE Emirates UAD |
| ----------------------- | ------------------------ | ---------------- |
| Num                     | Corredor                 | Pos              |
| 171                     | Matteo Bono (ITA)        | 91.º             |
| 172                     | Rory Sutherland (AUS)    | 127.º            |
| 173                     | Simone Consonni (ITA)    | 12.º             |
| 174                     | Roberto Ferrari (ITA)    | 94.º             |
| 175                     | Alexander Kristoff (NOR) | 3.º              |
| 176                     | Marco Marcato (ITA)      | 69.º             |
| 177                     | Oliviero Troia (ITA)     | 84.º             |
| Diretores desportivos : |                          |                  |

| CCC Sprandi Polkowice CCC | CCC Sprandi Polkowice CCC | CCC Sprandi Polkowice CCC |
| ------------------------- | ------------------------- | ------------------------- |
| Num                       | Corredor                  | Pos                       |
| 181                       | Paweł Franczak (POL)      | 31.º                      |
| 182                       | Kamil Gradek (POL)        | 119.º                     |
| 183                       | Jonas Koch (GER)          | 16.º                      |
| 184                       | Marko Kump (SLO)          | AB                        |
| 185                       | Łukasz Owsian (POL)       | 49.º                      |
| 186                       | Michał Paluta (POL)       | 43.º                      |
| 187                       | Jan Tratnik (SLO)         | 65.º                      |
| Diretores desportivos :   |                           |                           |

| Gazprom-RusVelo         | Gazprom-RusVelo         | Gazprom-RusVelo |
| ----------------------- | ----------------------- | --------------- |
| Num                     | Corredor                | Pos             |
| 191                     | Alexander Porsev (RUS)  | 29.º            |
| 192                     | Artem Nych (RUS)        | 35.º            |
| 193                     | Dmitry Kozontchuk (RUS) | 59.º            |
| 194                     | Sergéi Firsánov (RUS)   | 104.º           |
| 195                     | Evgeny Shalunov (RUS)   | 133.º           |
| 196                     | Sergey Shilov (RUS)     | 44.º            |
| 197                     | Igor Boev (RUS)         | 53.º            |
| Diretores desportivos : |                         |                 |

| Verandas Willems-Crelan VWC | Verandas Willems-Crelan VWC | Verandas Willems-Crelan VWC |
| --------------------------- | --------------------------- | --------------------------- |
| Num                         | Corredor                    | Pos                         |
| 201                         | Huub Duyn (NED)             | 78.º                        |
| 202                         | Mathias De Witte (BEL)      | 18.º                        |
| 203                         | Arjen Livyns (BEL)          | 22.º                        |
| 204                         | Elias Van Breussegem (BEL)  | 114.º                       |
| 205                         | Stan Godrie (NED)           | 105.º                       |
| 206                         |                             |                             |
| 207                         |                             |                             |
| Diretores desportivos :     |                             |                             |